# Hypsagoninae
Sous-famille
Les Hypsagoninae sont une sous-famille de poissons de l'ordre des Scorpaeniformes. 

## Liste des genres
- Agonopsis
- Agonus
- Freemanichthys
- Leptagonus
- Podothecus
- Sarritor